# Enrique Braga
Enrique Rómulo Braga Silva (Montevideo, 18 de marzo de 1934-Montevideo, 14 de octubre de 2000), fue un Contador Público y político uruguayo, perteneciente al Partido Nacional.
Graduado como contador en la Universidad de la República.

## Actuación política
En 1990, el presidente Luis Alberto Lacalle lo nombra Ministro de Economía y Finanzas. 
Su gestión fue criticada, y ante una inminente censura parlamentaria, el 11 de febrero de 1992 debió renunciar, siendo sustituido por Ignacio de Posadas.
Posteriormente fue nombrado en el directorio del Banco Central del Uruguay. Durante su gestión se vendió el intervenido Banco Pan de Azúcar al banquero francés Stephane Benhamou. 
El 16 de octubre de 1996, Braga fue procesado y enviado a prisión por irregularidades en la venta del Banco Pan de Azúcar; le fue tipificado el delito de abuso de funciones con una pena de 24 meses de prisión y la inhabilitación especial por seis años. Cuando en 2000 la Justicia dictó sentencia, confirmando el delito, ya había cumplido la pena, debido al gran problema de la justicia Uruguaya de demora entre el procesamiento y el dictado de la pena correspondiente. A pesar de que la Justicia lo encontró culpable, tanto él como el Herrerismo, sector al cual pertenecía Braga, insistió siempre con su inocencia y cuestionó la resolución de la Justicia, hasta el punto que en 2003 su sector político publicó un libro reivindicando al exministro.
| Predecesor: Ramón Díaz      | Presidente del Banco Central del Uruguay. 1993-1995 | Sucesor: Ricardo Pascale    |
| Predecesor: Ricardo Zerbino | Ministro de Economía y Finanzas. 1990-1992          | Sucesor: Ignacio de Posadas |